# Asura metahyala
Asura metahyala är en fjärilsart som beskrevs av George Francis Hampson 1918. Asura metahyala ingår i släktet Asura och familjen björnspinnare. Inga underarter finns listade i Catalogue of Life.